# Stephan Anstötz
Stephan Anstötz (* 9. Juni 1976 in Witten) ist ein deutscher Jurist. Er ist seit dem 3. Juni 2019 Richter am Bundesgerichtshof.

## Leben und Wirken
Anstötz trat 2003 in den Justizdienst des Landes Nordrhein-Westfalen ein und war in den ersten Jahren beim Landgericht Essen, Amtsgericht Bielefeld, der Staatsanwaltschaft Dortmund, beim Landgericht Hagen und beim Amtsgericht Wetter tätig. 2007 wurde er zum Richter am Landgericht ernannt und kehrte zum Landgericht Hagen zurück. 2011 bis 2014 war er als wissenschaftlicher Mitarbeiter an den Bundesgerichtshof abgeordnet. Während dieser Zeit erfolgte seine Ernennung als Richter am Oberlandesgericht. 2014 bis 2015 war er bei dem Oberlandesgericht Hamm in einem Strafsenat und mit der Hälfte seiner Arbeitskraft im Nebenamt als Richter am Oberverwaltungsgericht des Landes Nordrhein-Westfalen im Senat für Disziplinarsachen tätig. 2015 wechselte er an das Oberlandesgericht Düsseldorf; die Versetzung erfolgte 2016. Dort gehörte er ebenfalls einem Strafsenat an.
Anstötz hat promoviert. Das Präsidium des Bundesgerichtshofs wies ihn zunächst dem 3. Strafsenat zu, der neben allgemeinen Revisionen aus den Bezirken der Oberlandesgerichte Celle, Düsseldorf, Oldenburg und Koblenz insbesondere für Revisionen in Staatsschutzsachen zuständig ist.
Seit der 72. Auflage ist er gemeinsam mit Thomas Fischer und Hans-Joachim Lutz Co-Autor des Kurzkommentars Fischer StGB.
Stephan Anstötz ist Bundesbruder der KDStV Thuringia zu Würzburg im CV.

## Veröffentlichungen
- Stephan Anstötz: Perspektiven zur staatlichen Neuordnung Zyperns. Peter Lang, Frankfurt am Main 2003, ISBN 978-3-631-50387-4.